# Сон в летнюю ночь (мультфильм, 1959)
«Сон в летнюю ночь» (чеш. Sen noci svatojanské) — чехословацкий полнометражный кукольный анимационный фильм 1959 года, снятый режиссёром Иржи Трнкой; экранизация одноимённой пьесы Уильяма Шекспира. Первый в мире кукольный мультфильм, снятый в широкоэкранном формате.

## Сюжет
Афины. Красавица Гермия обручена с воином Деметрием, но её сердце отдано флейтисту Лизандру. Отец девушки, Эгей, будучи на стороне жениха, прибегает к суду афинского герцога Тезея, и тот решает вопрос в пользу Деметрия. Тогда влюблённые решают бежать ночью из города и скрываться в лесу. Влюблённая в Деметрия Елена выдаёт ему беглецов, и тот бросается в погоню; Елена устремляется за ним.
А в это время Афины готовятся праздновать свадьбу Тезея с царицей амазонок Ипполитой. Группа актёров готовит к празднику постановку пьесы о Пираме и Фисбе. Но в суматохе праздничных приготовлений актёрам трудно репетировать, и они также уходят из города в лес, во владения царя эльфов Оберона и царицы фей Титании.
В сумерках леса и лабиринте любовных взаимоотношений с героями происходят чудесные метаморфозы.

## В ролях
- Рудольф Пеллар — закадровый текст

## Съёмочная группа[4]
- Режиссёр: Иржи Трнка
- Авторы сценария: Иржи Трнка, Иржи Брдечка
- Автор закадрового текста: Йозеф Кайнар
- Оператор: Иржи Войта
- Композитор: Вацлав Троян
- Хореограф: Ладислав Фиалка
- Аниматоры: Станислав Латал, Богуслав Шрамек, Ян Карпаш, Бржетислав Пояр, Ян Адам, Власта Поспишилова (в титрах - Юрайдова)
- Звукооператоры: Эмануэл Форманек, Йозеф Влчек, Эмил Поледник
  - Звуковые эффекты: Иржи Хорчичка
- Монтажёр: Гана Валахова

## Производство и художественные особенности
Съёмки мультфильма заняли почти два года. Иржи Трнка с помощью сценариста Иржи Брдечки адаптировал пьесу Шекспира, превратив её в музыкально-пантомимическое действо. Однако, вопреки первоначальному замыслу, в конце концов он был вынужден добавить закадровый комментарий в эпизоды со сложной сюжетной линией. Трудная задача воплощения на экране творения Шекспира почти без слов была выполнена благодаря музыке Вацлава Трояна, который ранее уже работал над музыкальным сопровождением к постановке «Сна в летнюю ночь» в пражском театре «Урания» (1943) и к его радиопостановке (1952). Впоследствии музыка из мультфильма использовалась для балетных спектаклей Государственного театра в Брно.
«Сон в летнюю ночь» был снят в формате Синемаскоп (а для удобства также и в обычном формате), и это сделало его первым в мире широкоэкранным кукольным фильмом. Кроме того, фильм снимался на дорогую плёнку Eastmancolor, что было редкостью для цветных чешских фильмов того времени. Мультфильм содержит многочисленные детали (например, на одеянии Титании есть более ста мелких деталей), большое количество трюков и множество танцевальных сцен. Для изготовления кукол использовались новые эластичные материалы. Трнка вновь собрал свою старую команду аниматоров, к этому времени работавших над собственными проектами. В работе над фильмом также принимала участие начинающий аниматор Власта Поспишилова (Юрайдова), впоследствии известный аниматор и режиссёр. Режиссёр документального кино Вацлав Таборский запечатлел съёмки и подготовку к ним в короткометражном фильме «Skutečnost noci svatojánské».

## Награды[4]
- 1959 — XII международный Каннский кинофестиваль. Гран-при Высшей технической комиссии за использование новых технических возможностей. Специальная награда за лучший национальный отбор полнометражных и короткометражных фильмов (наряду с фильмами «Желание» и «Бабочки здесь не живут»).
- 1959 — XX Венецианский международный кинофестиваль. Почётная медаль за фильм, показанный вне конкурса.
- 1959 — IV Международный фестиваль документального и экспериментального кино в Монтевидео. II приз в категории кукольных фильмов.
- 1959 — X фестиваль рабочего кино (Чехословакия). Награда Иржи Трнке за выдающиеся достижения в области художественных технологий. Премия Вацлаву Трояну за музыку к фильму.
- 1960 — Государственная премия имени Клемента Готвальда Вацлаву Трояну за музыку к фильму.
- 1960 — II Международный фестиваль кукольных фильмов в Бухаресте. Гран-при за лучший кукольный фильм.
- 1962 — V Международный фестиваль музыки и танца в Валенсии. Золотой Меркурий Вацлаву Трояну за музыку к фильму. Золотая медаль Международного комитета по распространению искусства и литературы Вацлаву Трояну.